# XHamster
xHamster，中文名x哈姆斯特或x倉鼠，是一個免費色情影片分享網站，在2014年11月世界百大網站排行中，排名57位。

## 爭議
2020年8月，xHamster因其網站上的深度偽造色情影片而受到批評。當被問及xHamster對深度偽造視頻的政策時，副總裁霍金斯表示，雖然公司沒有針對深度偽造的具體政策，但一旦發現此類視頻，就會將其刪除，因為它們違反了網站的使用條款。

## 安全性

### HTTPS
2017年1月，xHamster成為首批採用HTTPS加密的大型成人網站之一。HTTPS能夠保障隱私、惡意軟體防護以及資訊交換的完整性 。亞歷克斯·霍金斯表示，採用HTTPS的原因之一是xHamster的數百萬訪客來自色情內容非法的國家。

### 惡意廣告
2013年4月，研究人員康拉德·朗莫爾聲稱，網站上顯示的廣告被發現含有惡意程式，其中有未經其許可在用戶的電腦上安裝有害軟體。朗莫爾先生告訴BBC，兩個流行的網站XHamster和Pornhub均收到了攻击。2015年9月，xHamster與YouPorn和PornHub一起遭受了另一次惡意廣告攻擊。 TrafficHaus通報，這可能是資料外洩造成的。2016年11月28日，有38萬名使用者的使用者名稱、電子郵件地址和密碼被盜。
為了維護用戶的匿名性，xHamster 在接受《男性健康》雜誌採訪時表示，在將觀眾資料發送給行銷和分析團隊時，他們會限制第三方存取用戶資訊。雖然這些安全措施不一定能消除將“瀏覽器指紋”和IP位址與用戶個人身份聯繫起來的可能性，但 xHamster聲稱，除非用戶決定“選擇提供更多個人可識別資訊”，否則它不會主動識別個人 。

## 审查
xHamster曾被多國政府封鎖。限制色情網站的立法包括旨在減少人口販賣的措施，這些措施可能要求電子產品製造商安裝內容過濾器，以限制「淫穢」內容。然而，支持言論自由的組織一直在公開反對將色情網站納入其中，例如xHamster。該網站在泰國的點擊量為1.25億次，在被禁的土耳其，點擊量為9500萬次。

### 印度
2015年8月，印度政府根據《資訊科技法》下令網路服務供應商封鎖包括 xHamster 在內的多個網站。解除封鎖後，印度於2018年底再次封鎖了 xHamster。

### 俄羅斯
在俄羅斯，韃靼斯坦共和國一家地方法院於 2014 年 4 月裁定封鎖 xHamster 和其他色情網站；一年後，該裁決被移交給國家媒體監管機構—俄羅斯聯邦資訊與通訊技術監督局 (Roskomnadzor)。

### 尼泊尔
2018年9月，尼泊爾政府宣布禁止色情網站，以回應民眾對一名尼泊爾少女被強暴和謀殺的強烈抗議。幾週後，xHamster 發布的一張圖表顯示，其網站使用量在略有下降後，來自尼泊爾的流量已回升至先前的水平。

### 英国
為促進“健康的關係、性和同意”，英國電影分級委員會 (BBFC) 於 2019 年 1 月宣布，將要求 xHamster 等色情內容網站在內容上線前實施“嚴格的”第三方年齡驗證 。這項法律措施旨在限制網路色情內容的訪問，僅限達到法定年齡（在英國為 18 歲）的觀眾。除了直接驗證年齡外，還可以選擇從英國指定零售商處購買“色情通行證”，允許 18 歲以上的觀眾匿名確認年齡。
除了批評英國法規的技術問題和隱私威脅外，色情內容提供者、製作人、演員和民權倡導者還聲稱，未成年人觀看色情內容源於新法律尚未解決的更廣泛的社會問題 。這可能與英國法規的預定生效日期（2019年7月15日）有關，xHamster在英國的觀看人數在此前幾個月急劇上升。
在英國年齡驗證法規第三次延期後，英國文化大臣傑里米·賴特於2019年6月下旬宣布，除了延期之外，他還擔心各國年齡驗證法規的製定和執行將存在巨大差異，就像“脫歐前的歐洲”一樣。

### 美国
2020年1月，美國猶他州眾議員布雷迪·布拉默發起一項法案，要求在“成人內容”上貼上“警告標籤”，以告知潛在觀眾觀看色情內容對青少年可能造成的危險。鹽湖城的 FOX 13 頻道報導稱，「警告標籤」的概念「仿照了加州的有毒產品警告標籤」。xHamster 透過添加一個所有猶他州觀眾都可見的標籤來「戲弄」猶他州立法機構，標籤上寫道：「警告：觀看色情內容可能會減輕壓力，增加幸福感，並降低青少年懷孕、離婚和性侵犯的發生率。但是，這只針對成年人」。 2020年2月18日，猶他州立法機構通過了該提案，使其成為法律。

### 德国
在德國，自2020年以來，青少年媒體保護委員會（KJM）於2021年7月向杜塞爾多夫一家法院提起訴訟，要求MindGeek的子公司和xHamster進行年齡驗證。四家公司拒絕了年齡驗證的要求，KJM已全面禁止MindGeek網站的IP位址。該裁決原定於2021年8月發布。

### 中国大陆
根據GreatFire测试，其网站在中国大陆被当局的网墙封鎖，即当地网民无法正常访问该网站。HTTP链接自2011年起持续遭受屏蔽至今，HTTPS链接自2014年起遭受屏蔽至今。